# Stekelslakje
Het stekelslakje (Acanthinula aculeata) is een slakkensoort uit de familie van de Valloniidae. De wetenschappelijke naam van de soort werd in 1774 voor het eerst geldig gepubliceerd door Otto Friedrich Müller.

## Kenmerken
Het huisje van het stekelslakje is bolvormig met een laag taps toelopende schroefdraad. Het meet ongeveer 2,2 bij 2,2 mm en heeft vier windingen. De windingen nemen regelmatig toe en zijn matig goed afgerond aan de omtrek. De naden zijn relatief ondiep en de laatste winding valt niet van de windingas naar de snuit. De basis is enigszins afgeplat en de navel is open en cilindrisch. Het embryonale omhulsel heeft duidelijke spiraalvormige lijnen op het oppervlak. 
De teleoconch heeft lamellaire, scherpe, enigszins schuin op de as van de winding periostracum ribben, die uitgroeien tot driehoekige, flexibele uitstekels (of "doornen") aan de omtrek. Daarnaast zijn er af en toe onduidelijke spiraallijnen. De ribben en uitstekels zijn daarom alleen te zien op verse exemplaren. Ze zijn afwezig in verweerde exemplaren; de ribbevestigingen zijn echter nog steeds te zien. Naast camouflage is het oppervlak vaak bedekt met uitwerpselen. De mond is afgerond tot eivormig, meestal breder dan hoog en staat schuin op de as van de behuizing. De rand van de mond is alleen gevouwen in het spilgebied en aan de basis, aanvankelijk sterk (op de spil) en vervolgens meestal taps toelopend naar de basis. De rest van de mondrand is slechts zeer licht omgedraaid en ook slechts licht verdikt met lipping aan de binnenkant. De behuizing is hoornkleurig tot donkerbruin.
Het zachte lichaam is grijs op de rug, kop en tentakels. De voet en zool daarentegen zijn witachtig. De radula (rasptong) heeft 29 tanden per dwarsrij, naast een centrale tand zijn er 14 tanden aan elke kant. Er zijn in totaal 87 dwarsrijen.

### Vergelijkbare soorten
De soort is onmiskenbaar in Duitsland. Het nauw verwante bijenkorfje (Spermodea lamellata) is veel platter, heeft minder scherpe maar dichtere ribben zonder de uitsteeksels ("doornen").

## Verspreiding en leefgebied
Deze soort komt voor in heel Europa tot Centraal-Rusland. In het noorden strekt het verspreidingsgebied zich uit tot Noord-Scandinavië, in het zuiden tot Noord-Afrika.
Het stekelslakje leeft in matig vochtige loofbossen, in struiken en rijen hagen onder bladafval, oud hout in schaduwrijke habitats, vaak op kalkrijke ondergrond, meer zelden in open leefgebieden of aan de voet van kalkhoudende rotsen onder stenen. In Liechtenstein werd het gevonden tot 1900 meter boven zeeniveau. Het is echter vrij zeldzaam boven de 1200 meter.